# Ferschweiler
Ferschweiler település Németországban, Rajna-vidék-Pfalz tartományban. Lakosainak száma 1021 fő (2023. december 31.).

## Népesség
A település népességének változása:
| Lakosok száma | 941  | 973  | 954  | 1022 | 1021 | 1021 |
|               | 1975 | 2017 | 2019 | 2021 | 2022 | 2023 |